# 青木深
青木 深（あおき しん、1975年 - ）は、日本の文化人類学者・歴史学者。都留文科大学比較文化学科教授。研究テーマは日米交流史、日米比較文化史、ポピュラー音楽研究で、日本ポピュラー音楽学会理事を務める。サントリー学芸賞、アメリカ歴史家協会デヴィッド・ティーレン賞受賞。

## 人物・経歴
神奈川県横浜市生まれ。1999年上智大学社会学科卒業、2002年一橋大学大学院社会学研究科地球社会研究専攻修士課程修了。2009年同博士後期課程を修了し、論文「オトは流れてヒトは往く―戦後日本の米軍基地と音楽1945-58―」により、一橋大学博士（社会学）の学位を取得。指導教員は落合一泰。
一橋大学大学院社会学研究科ジュニア・フェローを経て、2011年一橋大学学生支援センターキャリア支援室大学院部門特任講師。2013年、著書『めぐりあうものたちの群像』により、 第35回サントリー学芸賞受賞。2016年東京女子大学現代教養学部国際社会学科国際関係専攻講師。同年論文「エキゾティシズムを歌う」によりアメリカ歴史家協会（OAH）デヴィッド・ティーレン賞受賞。2017年日本ポピュラー音楽学会理事。2022年都留文科大学文学部比較文化学科教授。

## 著書
- 『めぐりあうものたちの群像』大月書店､ 2013年
- 『人文・社会科学系大学院生のキャリアを切り拓く』（一橋大学学生支援センター,佐藤裕,三浦美樹と共編著）大月書店､ 2014年